# Adriano Teixeira
Adriano Félix Teixeira, auch als Adriano bekannt, (geboren am 27. April 1973 in Fortaleza, Brasilien) ist ein ehemaliger brasilianischer Fußballspieler. Er wurde als Abwehrspieler eingesetzt und ist inzwischen als Fußballtrainer tätig.

## Karriere

### Spieler
Sein Debüt gab er 1992 beim brasilianischen Verein Ferroviário AC. Von 1993 bis 1996 stand er beim Verein Sport Recife unter Vertrag. Im Sommer 1996 wechselte er für drei Jahre zum Verein Celta Vigo. Am 8. Dezember 1996 debütierte er beim 2:1-Heimsieg gegen den Verein Racing de Ferrol. In der Saison 1996/97 wurde er an den Verein Fluminense FC geliehen. Nach drei Jahren bei Celta wechselte er Ende 1999 zum Verein SD Compostela. Dort stellte er in der Saison 2001/02 mit sieben geschossenen Toren in einer Saison einen persönlichen Rekord auf. 2003 wurde er vom Verein Cultural Leonesa unter Vertrag genommen. Im Jahr 2005 kehrte er wieder zum Verein CR Vasco da Gama zurück. Zum Abschluss seiner Karriere stand er von 2006 bis 2007 beim Verein Santa Cruz FC unter Vertrag.

### Trainer
2014 kehrte Adriano als Co-Trainer zum Verein Santa Cruz FC zurück. Im Jahr 2016 übernahm er nach den Entlassungen von Marcelo Martelotte und Milton Mendes interimistisch die Funktion des Trainers.
Nach einer 1:4-Niederlage wurden der Co-Trainer Adriano Teixeira, der Trainer Paulo César Gusmão, der Spieler Leandro Salino und ein weiterer Spieler entlassen.

## Erfolge
Sport Recife
- Copa do Nordeste: 1994